# 埃斯特万·坎比亚索
埃斯特万·马蒂亚斯·坎比亚索·德洛（西班牙語：Esteban Matías Cambiasso Deleau，1980年8月18日—），前阿根廷足球运动员，司职中场。
坎比亚索以前曾效力阿根廷独立、河床，和西班牙球會皇家马德里等等。2017年從希臘超球會奧林比亞高斯退役。
他在效力皇馬間即顯出天分，入選阿根廷國家青年隊，並以主力身份贏得1997年世青杯冠軍。
坎比亚索擁有阿根廷人的精準传球和娴熟的控球技术，也拥有充沛的体能，并且经常能够插上进球。在2006年世界杯阿根廷对阵塞黑一役，阿根廷隊长里克爾梅达29脚的熟练短传配合，最终由基斯普助攻坎比亚索打进这记赛事最佳进球。

## 生平
甘比亞素於效力國內兩大豪門独立和河床後於2002年出國加盟皇家馬德里。2004年約滿後轉投國際米蘭，效力十年贏得的榮譽包括5屆意甲錦標及欧冠冠軍。
2014年夏季甘比亞素被國際米蘭放棄後轉投新升英超的莱斯特城，簽約一年。
2015年8月7日，甘比亞素与希腊豪门奥林匹亚科斯签约两年。

## 荣誉
阿根廷U-21國家隊
- 世青盃冠军：1997年
- 南美青年盃冠军：1997年、1999年

河床
- 阿甲聯賽冠军：2002年秋季

皇家馬德里
- 洲際盃（豐田盃）冠军：2002年
- 歐洲超級盃冠军：2002年
- 西甲冠军：2002/03年
- 西班牙超級盃冠军：2003年

國際米蘭
- 意大利盃:冠军：2005年、2006年、2010年、2011年
- 意甲冠军：2005/06年、2006/07年、2007/08年、2008/09年、2009/10年
- 歐冠盃冠军：2010年
- 世俱杯冠军：2010年
- 意大利超级杯冠军：2005年、2006年、2008年、2010年

## 外部連結
- （西班牙文） Official website （页面存档备份，存于）
- Profile at Inter Milan （页面存档备份，存于）
- Profile at FutbolPunto with maps and graphs
- 埃斯特万·坎比亚索在 National-Football-Teams.com 上的出场纪录
- Cambiasso's career stats @ footballdatabase.com （页面存档备份，存于）